# Дембинский, Генрих

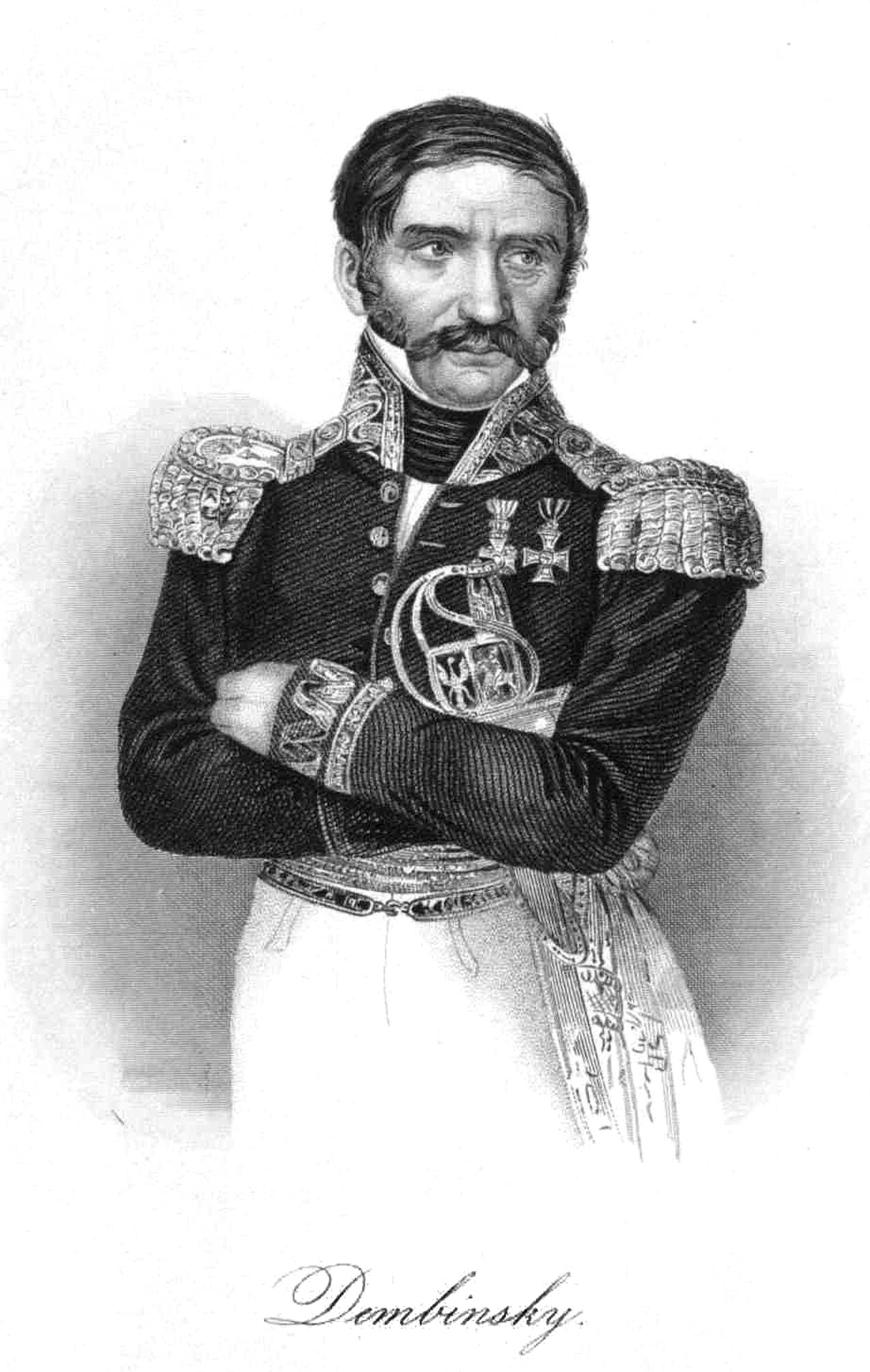
Генрих Дембинский, около 1832

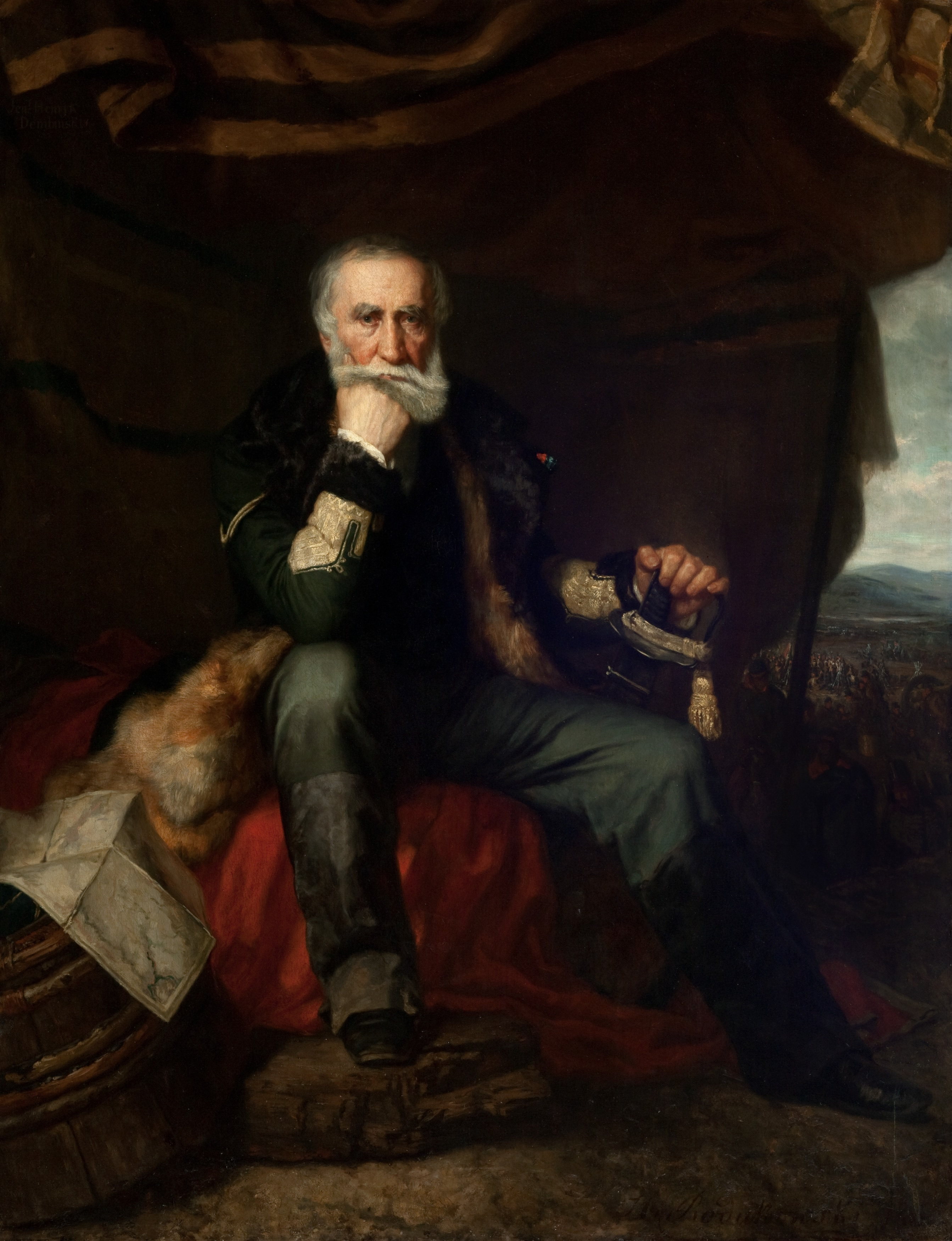
Генрих Дембинский. Картина Генриха Родаковского, 1852

Ге́нрих Демби́нский (пол. Henryk Dembiński; 16 января 1791 — 13 июля 1864) — польский генерал, один из предводителей польского восстания 1830 года.

## Биография
В 1807—1808 годах учился в инженерной академии в Вене.
В 1809 году поступил на службу в армию Герцогства Варшавского, участвовал в походах Наполеона. После Сражения под Смоленском произведëн в лейтенанты. После Битвы народов награждён орденом Почётного легиона. После поражения Наполеона жил в Польше.
В 1825 году был депутатом сейма Царства Польского.
Во время восстания 1830 года в чине полковника командовал кавалерийской бригадой, был произведëн в дивизионные генералы. В августе 1831 года назначен губернатором Варшавы. 11 августа после отставки Скржинецкого принял командование всеми польскими силами, но уже 19 августа был вынужден уйти в отставку.
После поражения восстания эмигрировал во Францию. Входил в группу сторонников князя Чарторыйского.
Во время Венгерской революции 1848 года отправился в Венгрию. Командовал северной армией повстанцев. Потом был назначен главнокомандующим венгерских войск. Потерпел поражение от австрийцев и бежал в Османскую империю, где некоторое время служил в армии Махмуда II.
В 1850 году возвратился в Париж. Умер в 1864 году.